# Michael Rooker
Michael Rooker, född 6 april 1955 i Jasper, Alabama, är en amerikansk skådespelare.
Rooker är äldsta barnet av nio. Han studerade vid Goodman School of Drama i Chicago. Han slog igenom med titelrollen i lågbudgetfilmen Henry - en massmördare (1986). Därefter har han setts, oftast i biroller, i stora filmer som Mississippi brinner (1988), Sea of Love, Skuggor ur det förflutna (båda 1989), Cliffhanger, Tombstone (båda 1993) och Jumper, såväl som i b-filmer som The Eliminator och Skeleton Man (båda 2004).
Rooker är gift med Margot Rooker. De gifte sig år 1979 och har två döttrar.

## Filmografi (urval)
- 1986 – Henry - en massmördare
- 1988 – McCall (TV-serie) (1 avsnitt)
- 1988 – Mississippi brinner
- 1988 – Nico: Above the Law
- 1988 – Åtta på plan
- 1989 – Sea of Love
- 1989 – Skuggor ur det förflutna
- 1990 – Days of Thunder
- 1991 – JFK
- 1993 – Cliffhanger
- 1993 – The Dark Half
- 1993 – Tombstone
- 1995 – Mallrats
- 1996 – Horungen
- 1998 – Brown's Requiem
- 1998 – The Replacement Killers
- 1999 – I samlarens spår
- 2000 – 6:e dagen
- 2000 – Here on Earth
- 2001 – Replicant
- 2002 – Undisputed
- 2003 – CSI: Miami (TV-serie) (1 avsnitt)
- 2003 – Stargate SG-1 (TV-serie) (1 avsnitt)
- 2004 – Skeleton Man
- 2005 – Numb3rs (TV-serie) (1 avsnitt)
- 2005 – På heder och samvete (TV-serie) (1 avsnitt)
- 2006 – Slither
- 2004 – The Eliminator
- 2004 – The Chronicles of Riddick: Escape from Butcher Bay (röst i dataspel)
- 2007 – Jordan, rättsläkare (TV-serie) (1 avsnitt)
- 2007 – Whisper
- 2008 – I lagens namn (TV-serie) (1 avsnitt)
- 2008 – Jumper
- 2008 – Shark (TV-serie) (1 avsnitt)
- 2009 – Criminal Minds (TV-serie) (1 avsnitt)
- 2010 – Burn Notice (TV-serie) (1 avsnitt)
- 2010 – Super
- 2010–2013 – The Walking Dead (TV-serie) (17 avsnitt)
- 2011 – Mysteria
- 2012 – Hypothermia
- 2014 – Guardians of the Galaxy
- 2016 – The Belko Experiment
- 2017 – Guardians of the Galaxy Vol. 2
- 2017 – SEAL Team (TV-serie) (1 avsnitt)
- 2019 – Bolden
- 2019 – Brightburn
- 2019 – True Detective (TV-serie) (2 avsnitt)
- 2020 – Fantasy Island
- 2020 – Love and Monsters
- 2021 – Fast & Furious 9
- 2021 – The Suicide Squad
- 2021–2024 – What If...? (TV-serie) (röstroll, 3 avsnitt)
- 2023 – Guardians of the Galaxy Vol. 3 (cameo)